# Bennie Fowler
Bennie Fowler (Beverly Hills, 10 luglio 1991) è un giocatore di football americano statunitense che milita nel ruolo di wide receiver per i New Orleans Saints della National Football League (NFL).

## Carriera

### Denver Broncos
Dopo non essere stato scelto nel Draft NFL 2014, Fowler firmò con i Denver Broncos. Dopo non essere mai sceso in campo nella sua stagione da rookie, nella successiva disputò tutte le 16 partite con 16 ricezioni per 203 yard. A fine stagione, nel Super Bowl 50 segnò una conversione da due punti nei vittoria dei Broncos sui Carolina Panthers per 20-14, in quello che l'ultimo passaggio della carriera del quarterback Peyton Manning.

## Palmarès

### Franchigia
- Super Bowl : 1

Denver Broncos: 50
- American Football Conference Championship: 1

Denver Broncos: 2015

## Statistiche
| Partite totali      | 16  |
| Partite da titolare | 1   |
| Ricezioni           | 16  |
| Yard ricevute       | 203 |
| Touchdown           | 0   |

Statistiche aggiornate alla stagione 2015